# The Colóns
The Colóns foram uma dupla (tag team) de wrestling profissional que consistia dos irmãos Carlito e Primo, mais conhecida pelo tempo em que lutaram na World Wrestling Entertainment (WWE). Eles foram os primeiros Campeões Unificados de Duplas da WWE, mantendo ao mesmo tempo o WWE Tag Team Championship e o World Tag Team Championship.
O pai dos dois é o lutador aposentado Carlos Colón, Sr., e eles começaram a lutar em sua promoção, World Wrestling Council, tendo ganho o WWC World Tag Team Championship. Em 2008, eles passaram a lutar juntos na WWE, quando Primo estreou no SmackDown. Seu irmão já lutava para a WWE. Eles venceram Curt Hawkins e Zack Ryder pelo WWE Tag Team Championship e os unificaram com o World Tag Team Championship no WrestleMania XXV, ao derrotar John Morrison e The Miz.

## História

### World Wrestling Council
Os Colóns começaram a lutar juntos na empresa de seu pai World Wrestling Council (WWC), derrotando a dupla Thunder e Lightning pelo WWC World Tag Team Championship em 16 de março de 2002. Eles perderam os títulos de volta para Thunder e Lightining na noite seguinte. No Lockout de 2009, os irmão lutaram pela promoção desde a estreia na WWE. Eles apresentaram uma edição do Carlito's Cabana com David Sierra como convidado.

### Formação (2008–2009)
Logo após Primo estrear na WWE, ele se tornou um membro do elenco do SmackDown, como seu irmão. Eles derrotaram os Campeões de Duplas da WWE Curt Hawkins e Zack Ryder em sua primeira luta como dupla, em 12 de setembro de 2008. Duas semanas depois, eles se enfrentaram em uma luta pelos títulos, vencida pelos Colóns.

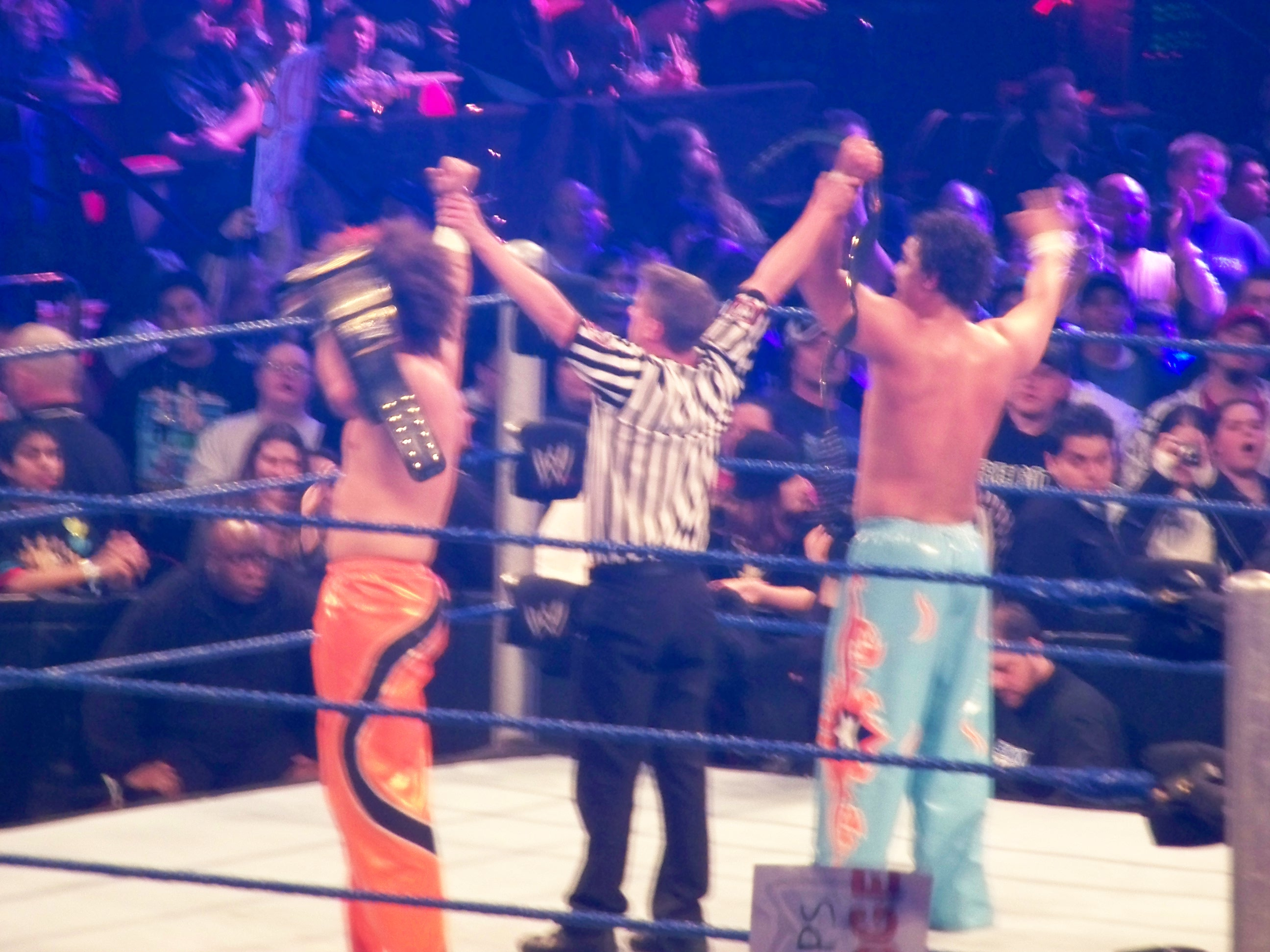
Os Colóns como Campeões de Duplas da WWE

Em novembro, os dois começaram um relacionamento com as Bella Twins (Nikki e Brie), aparecendo em diversos segmentos nos bastidores. O relacionamento com as Bellas os levou a uma rivalidade com os Campeões Mundiais de Duplas John Morrison e The Miz, que flertavam constantemente com as Bellas, derrotando Carlito e Primo para ganhar um encontro no Dia dos Namorados. As Bellas não conseguiram se decidir entre as duplas, o que levou Morrison e Miz desafiarem os Colóns para uma luta pelo WWE Tag Team Championship, e os Colóns desafiando Morrison e The Miz para uma pelo World Tag Team Championship, mas as duas duplas retiveram seus títulos. A rivalidade fez com que as Bellas se dividissem: Brie ficou com os Colóns, enquanto Nikki, com Morrison e The Miz. No WrestleMania XXV, os Colóns derrotaram Morrison e The Miz para ganhar o World Tag Team Championship, unificando-o com o WWE Tag Team Championship e os defendendo no Raw da noite seguinte.

### Raw e separação (2009)

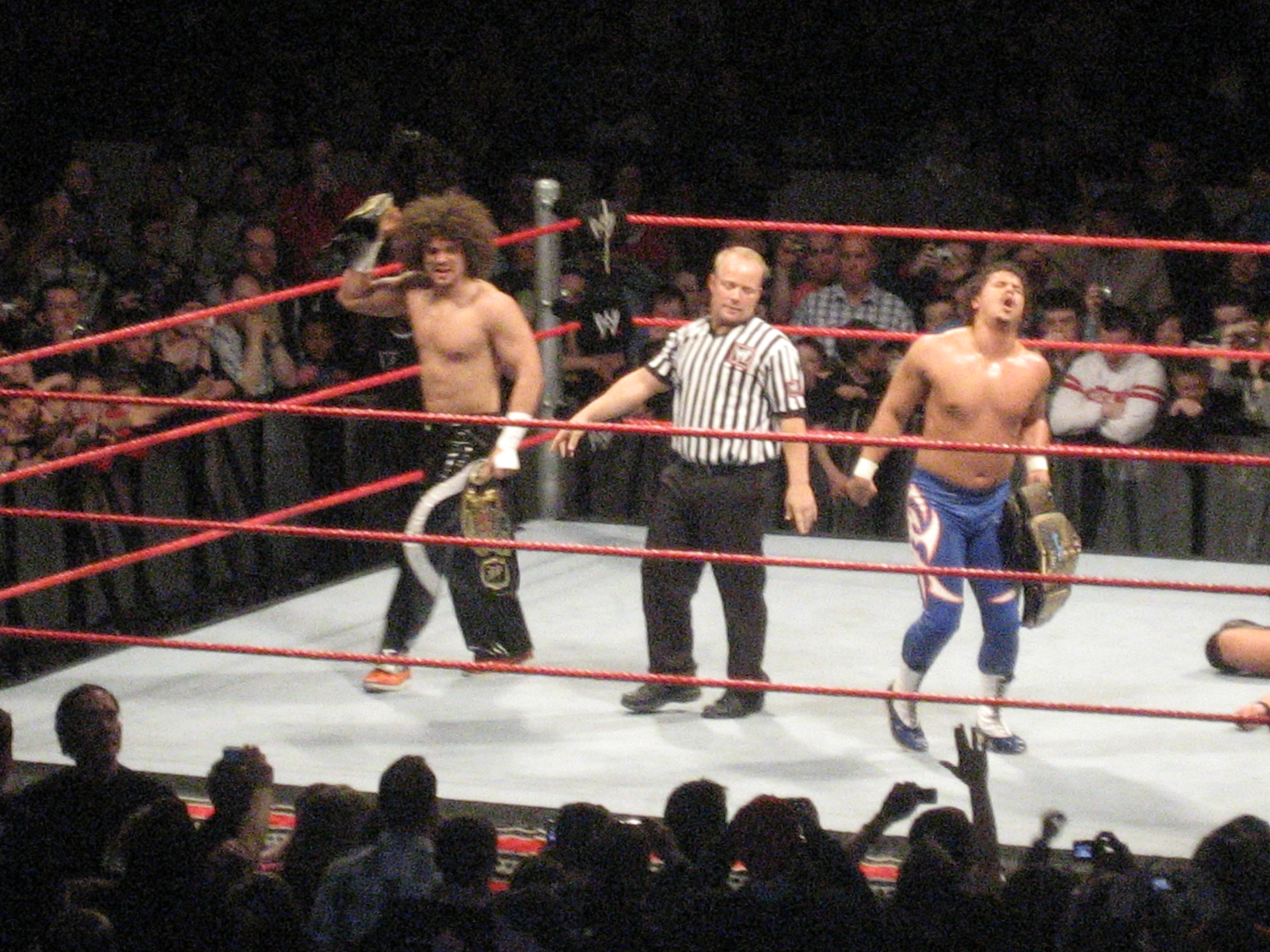
Os Colóns como Campeões Unificados de Duplas

Em 15 de abril, os Colóns foram transferidos para o Raw durante o Draft Suplementar de 2009. Em 27 de abril, eles estrearam no Raw ao derrotar Jamie Noble e Chavo Guerrero. Eles estrearam no WWE Superstars em 28 de maio de 2009, derrotando The World's Greatest Tag Team (Charlie Haas e Shelton Benjamin). Eles perderam os títulos no The Bash, para Edge e Chris Jericho, que foram adicionados no último minuto à luta que envolveria apenas os Colóns e The Legacy (Cody Rhodes e Ted DiBiase). Carlito e Primo enfrentaram Jericho e Edge pelos títulos na noite seguinte, no Raw, mas foram novamente derrotados. Na semana seguinte, Carlito traiu Primo, o atacando e lhe culpando pela derrota.

### Reforma (2010)
A dupla se reuniu em 6 de maio, no WWE Superstars, com Carlito parando a luta e oferecendo a Primo uma chance de reformar a dupla, dessa vez, como vilões. Primo aceitou e os dois atacaram R-Truth no Raw de 10 de maio, tendo sido contratados por DiBiase. A reunião foi curta, já que Carlito foi demitido da WWE em 21 de maio.

## No wrestling
- Movimentos de finalização de Carlito
  - Backstabber[2] (Double knee backbreaker)

- Managers
  - The Bella Twins (Brie e Nikki Bella)
  - Brie Bella

- Temas de entrada
  - "Cool" por Jim Johnston

## Títulos e prêmios
- Puerto Rico Wrestling
  - Dupla do Ano (2008)[19]

- World Wrestling Council

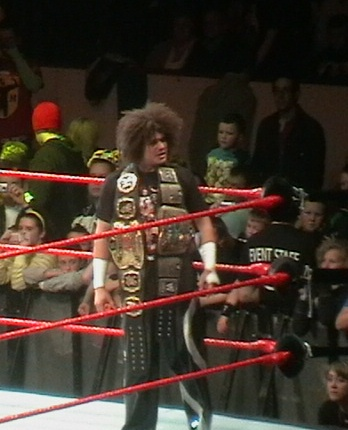
Carlito com o Unified WWE Tag Team Championship

  - WWC World Tag Team Championship (1 vez)[20]

- World Wrestling Entertainment
  - World Tag Team Championship (1 vez)[21]
  - WWE Tag Team Championship (1 vez)[4]